# Sounder (film)
Sounder är en amerikansk dramafilm från 1972 i regi av Martin Ritt. Filmen är baserad på William H. Armstrongs prisbelönta bok med samma namn från 1969. I huvudrollerna ses Cicely Tyson, Paul Winfield och Kevin Hooks. Filmen handlar om en afroamerikansk familj i den djupa södern under den stora depressionen.
År 2021 valdes filmen ut för att bevaras i National Film Registry av USA:s kongressbibliotek då den anses vara ”kulturellt, historiskt eller estetiskt betydelsefull”.

## Rollista i urval
- Cicely Tyson – Rebecca
- Paul Winfield – Nathan Lee
- Kevin Hooks – David Lee
- Carmen Matthews – Mrs. Boatwright
- Taj Mahal – Ike
- James Best – Sheriff Young
- Eric Hooks – Earl
- Yvonne Jarrell – Josie Mae
- Sylvia "Kuumba" Williams – Harriet
- Ted Airhart – Mr. Perkins
- Richard Durham – Perkins förman